# Presa de Montalto
La presa de Montalto està situada a la llera del riu Noguera de Cardós a una alçada de 1.380 metres, a la capçalera de la vall de Cardós. Pertany al municipi de Lladorre, al Pallars Sobirà.
La presa fou construïda en els anys 60 del segle XX per Copisa, filial de FECSA, i formava part del Complex hidroelèctric de l'alta vall de Cardós. La seva funció és derivar un cabal regular d'aigua cap a la central hidroelèctrica de Tavascan Inferior mitjançant una canalització soterrada. La presa està composta per dues comportes Taintor, un sobreeixidor a la seva esquerra i una cambra de càrrega a la dreta, la qual alimenta la canalització que deriva l’aigua.
La capacitat d'emmagatzematge és de 0,025 hectòmetres cúbics. La longitud de coronació de la presa és de 50 metres, i la seva alçada, de 8,6 metres.
L'embassament rep les aigües del riu de Lladorre i les de dos transvasaments:
- El procedent de la presa de Vallferrera, situada a la conca del riu Noguera de Vallferrera, i transportada a través d’una canalització subterrània excavada en roca, de 5.617 metres de longitud, i que travessa la Serra de Montarenyo. Per aquesta via rep un cabal màxim de 5,2 metres cúbics per segon.
- El originat al Barranc de Selves, situat a la pròpia vall de Cardós, amb un cabal màxim de 0,5 metres cúbics per segon.[3]